# Barbara Hutton
Barbara Woolworth Hutton, född 14 november 1912 i New York, död 11 maj 1979 i Beverly Hills, Los Angeles, Kalifornien, var en amerikansk mångmiljardärska och societetskvinna, känd som "stackars lilla rika flicka".

## Biografi
Hutton var dotterdotter och arvtagerska till grundaren av varuhuskedjan Woolworth's, F. W. Woolworth. Redan vid sju års ålder ärvde Hutton motsvarande ungefär 333 miljoner dollar. Under sin glansdagar levde hon som en sagoprinsessa, ständigt sökande efter sin prins. Hon levde ett liv i lyx och hon var omskriven i pressen. Hutton beskrivs som en smart person, som var duktig på att skriva poesi men där förmögenheten stod mellan henne och lyckan.
Huttons mamma begick självmord 1917 på Plaza Hotel, och kroppen hittades av Hutton. Ingen obduktion begärdes och den officiella dödsorsaken var kvävning orsakad av mastoidit. Det framkom dock senare att polisen hade rapporterat att de funnit en tom injektionsflaska med stryknin vid platsen.
Hutton flyttade därefter till sina morföräldrar, med pappans samtycke. Efter att morfadern dog 1919 flyttade hon runt mellan olika släktingar. Men en stor del av uppväxten bodde hon på internatskola. Hutton övertog senare den fastighet som på 4 East 80th Street, Upper East side som hennes morfar låtit bygga till sin dotter Edna, Huttons mor.
När Hutton fyllde 18 år fick en yacht i födelsedagspresent. Båten, som var byggd år 1924, användes senare som restaurang och hotell under namnet Mälardrottningen i Stockholm.
Hutton var gift sju gånger. År 1933 gifte hon sig med prinsen Alexis Mdivani, ursprungligen från Georgien, senare Sovjetunionen. Det hölls ett extravagant bröllop och sedermera även bröllopsmottagningar på flera håll i världen. Paret bosatte sig i Frankrike. Som en gåva hade Mdivani mottagit en Rolls-Royce från Hutton och sommaren efter skilsmässan var ett faktum avled Mdivani i en krasch med samma bil.
Huttons andra make var den danske greven Curt Haugwitz-Reventlow. I äktenskapet föddes en son, Lance (f. 1936), som var hennes ögonsten. I samband med förlossningen drabbades Hutton av inre blödningar och hon blev varande på sjukhuset i flera månader. Sonen kom därför inte att döpas förrän han var fyra månader. År 1936 köpte Hutton ett brandskadat hus i London, vilket kom att rivas och ett nytt byggas. Syftet var att flytta till ett skyddat område för att skydda sonen Lance från kidnappningar. Efter andra världskriget kom Hutton att ge huset som gåva till den amerikanska staten, för vilket hon fick ett personligt tackbrev från president Harry Truman och en dollar. Huset har sedermera kommit att användas av amerikanska ambassaden. Hutton blev under äktenskapet dansk medborgare.
Åren mellan 1942 och 1945 var hon gift med skådespelaren Cary Grant. Paret kom att kallas Cash 'n' Cary. Vigseln hölls vid en liten privat, ceremoni i Lake Arrowhood. Innan äktenskapets ingående hade paret skrivit ett äktenskapsförord.
Grant var en offentlig person på jobbet, men privat hade en stor integritet. Det krockade med Huttons önskan om ständiga fester och vilja att ha tjänstfolk hemma. Grant knöt an till Huttons son, Lance, vilket inte uppskattades av Lance pappa, Haugwitz-Reventlow. Det uppskattades desto mer av Hutton.
År 1948 gifte hon sig med den litauiske prinsen Igor Troubetzkoy, född i Frankrike, i Schweiz. Troubetzkoy stöttade sin fru att försöka bli fri från sina missbruk, men till slut ansökte han om skilsmässa. Hutton försökte därefter begå självmord, vilket blev uppmärksammat i pressen runtom i världen.
Vid 40 års ålder gifte sig Hutton med playboyen Porfirio Rubirosa, som hade varit gift flera gånger bland annat med dottern till Dominikanska republikens diktator Trujillo. Vid bröllopet återanvände Rubirosa en kostym han använt vid ett av sina tidigare bröllop och Hutton var klädd i en svart klänning och bar under ceremonin en drink i handen. Huttons enda gäst var hennes son, Lance. Paret ansökte aldrig om en hindersprövning,  och äktenskapet erkändes därför inte i staten New York. Hutton blev i samband med bröllopet medborgare i Dominikanska republiken efter att president Trujillo, som fortfarande hade en god relation med sin före detta svärson, specialutfärdat ett medborgarskap till henne. Hutton var under äktenskapet sargad och redan efter två veckor hade hon både hunnit ge Rubirosa en mängd extravaganta gåvor och hunnit flytta ut. Äktenskapet varade i 53 dagar.
Mellan åren 1955 och 1959 var Hutton gift med den tyske tennisspelaren och baronen Gottfried von Cramm, som bland annat vann French open år 1936 och 1937. Hutton ska ha sagt till pressen att "We should have married eighteen years ago. We fell in love after our first meeting at Cairo in 1937, but somehow it never happened." von Cramm ska ha senare ha sagt att han gifte sig med Hutton för att försöka hjälpa henne med hennes missbruk och depression. von Cramm omkom i en bilkrasch i Egypten år 1976.
Huttons sjunde äktenskap ingicks 1964, då Hutton var 51 år gammal och kroppen påverkad av långvarigt alkoholmissbruk och svält. Hon gifte sig då med Raymond Doan, en man med ursprung från Vietnam och Frankrike. Han var konstnär men arbetade för ett oljebolag. Doan var bosatt med fru och barn i Marrakech när paret träffades i Huttons villa i Tanger under ett av Doans arbetstillfällen. Äktenskapet sägs ha varit en bluff där Doans bror smidde en plan för att brodern skulle få gifta sig med Hutton. Doans fru skickades till Kanarieöarna och en skilsmässa arrangerades samtidigt som Hutton fick höra ryktena gå. Hutton gick sedermera in på Laos ambassad och köpte en prinstitel till den blivande maken för 50 000 pund. Så blev han känd som en laoisk prins. Äktenskapet tog slut 1966, och hennes prins fick två miljoner dollar för besväret och samtidigt fick hans bror en lägenhet i Paris av Hutton.
År 1972 dog hennes son i en flygolycka vid 36 års ålder. Olyckan krossade hennes hjärta och hon återhämtade sig aldrig.
Sin sista tid tillbringade hon på Beverly Wilshire Hotel, där hon tillbringade kvällarna i baren. Vid hennes död återstod endast 3 500 dollar av hennes förmögenhet, enligt bouppteckningen. Barbara Hutton avled  1979, 67 år gammal. Hon gravsattes på Woolworths familjemausoleum på Woodlands Cemetary i Bronx, New York.